# V-образный двигатель

V-образный двигатель с одним кривошипом коленвала для двух противолежащих цилиндров.
Данное решение (одна шатунная шейка для шатунов каждых двух цилиндров) является стандартным для как для 2-тактных, так и для 4-тактных двигателей с любым чётным числом цилиндров.
Угол развала в 90° свойственен 8-цилиндровым двигателям

V-образная схема двигателя  — схема расположения цилиндров поршневого двигателя внутреннего сгорания, при которой цилиндры размещаются друг напротив друга под углом развала от 10° до 180° (наиболее часто 45°, 60° и 90°) в форме латинской буквы «V» (некоторые 12-цилиндровые двигатели выполняются по этой схеме с углом 180°, но обычно для такого угла используется оппозитная схема, см. разницу на рисунке в статье Оппозитный двигатель). В настоящее время в автомобилях чаще всего встречаются конфигурации с 6, 8, в спортивных моделях с 10 и 12 цилиндрами. В мотоциклах — с 2, 4, в спортивных моделях с 5, 6 цилиндрами. В авиационных или корабельных двигателях — с 4, 5, 10, 12 или более цилиндрами. Позволяет сократить линейные размеры мотора по сравнению с рядным расположением цилиндров.
Различные углы развала цилиндров используются в различных двигателях, в зависимости от числа цилиндров. Существуют углы, при которых двигатель работает устойчивее. Очень узкие углы развала цилиндров сочетают в себе преимущества V-образного и рядного двигателей (в первую очередь в виде компактности), так и недостатки; концепция старая, пионером в области её освоения была Lancia, а концерн Volkswagen Group недавно[когда?] её переработал.
Некоторые конфигурации V-образных двигателей хорошо сбалансированы, в то время как другие работают менее плавно, чем их аналоги среди рядных двигателей. С оптимальным углом развала цилиндров, двигатели V16 имеют ровную работу цилиндров и отличную уравновешенность. Двигатели V10 и V8 могут быть сбалансированы с противовесами на коленчатый вал. Двигатели V12, состоящие из двух рядных шестицилиндровых двигателей, всегда имеют ровную работу цилиндров и отличную уравновешенность независимо от угла развала цилиндров. Другие, такие как V2, V4, V6, V8 и V10, показывают увеличение вибрации и обычно требует балансировки.
Некоторые типы V-образных двигателей были построены перевёрнутыми, в большинстве своём для авиации. Преимущества включают в себя улучшение видимости из одномоторного самолёта и низкий центр тяжести. Примеры включают в себя двигатели Второй мировой войны: немецкие Daimler-Benz DB 601 и двигатели Junkers Jumo.

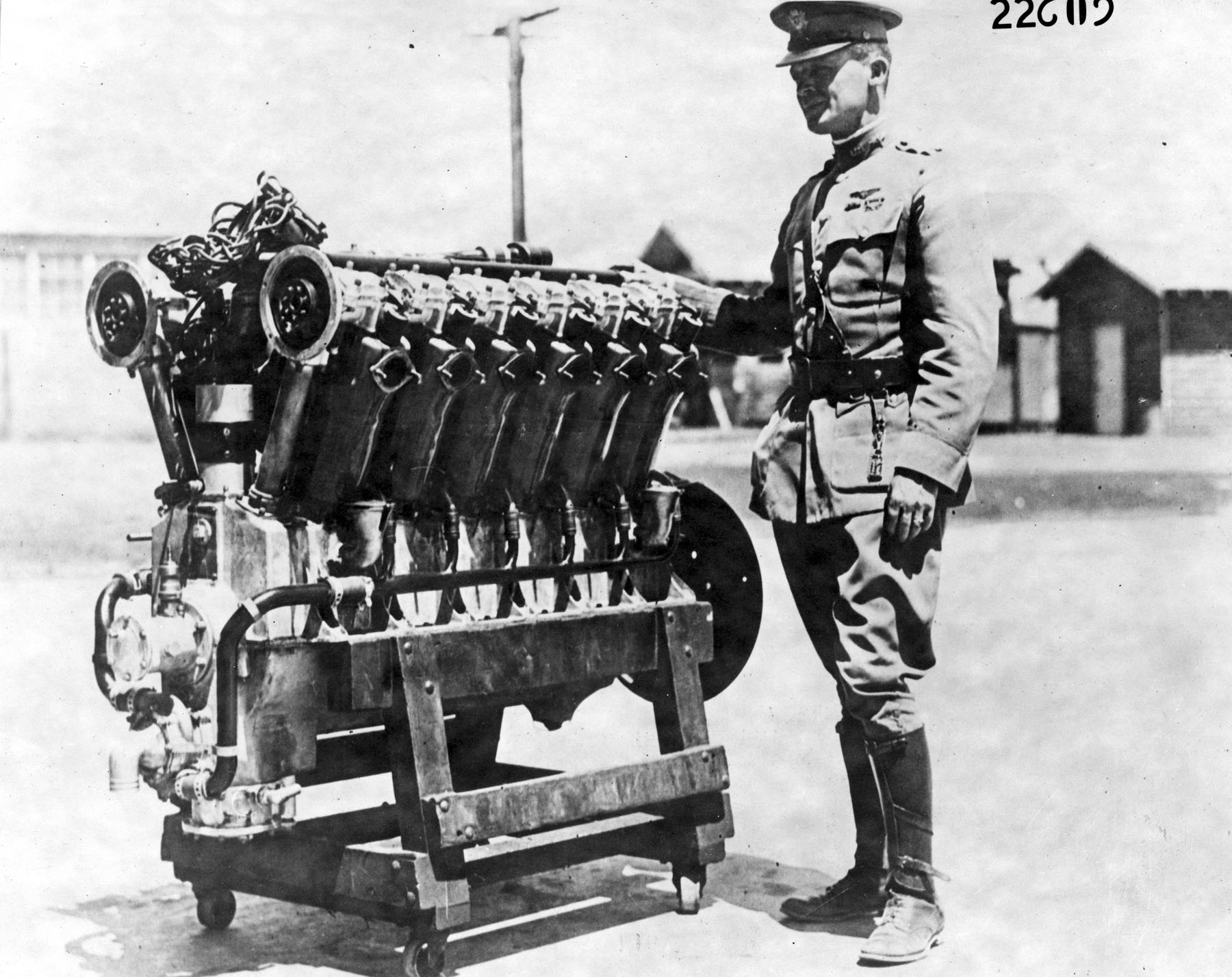
Авиадвигатель Liberty L-12 (V12), 1917 год

Обычной практикой считается написание V#, где # обозначает количество цилиндров в двигателе:
- V4
- V6
- V8
- V10
- V12